# Mirabegrona
Mirabegrona, vendido sob a marca Myrbetric entre outros, é um medicamento usado para tratar bexiga hiperativa . Seus benefícios são semelhantes aos dos medicamentos antimuscarínicos, como a solifenacina ou a tolterodina . No Reino Unido, é menos preferido do que medicamentos antimuscarínicos como a oxibutinina . É tomado por via oral.
Os efeitos colaterais comuns incluem pressão alta, dores de cabeça e infecções do trato urinário . Outros efeitos colaterais significativos incluem retenção urinária, frequência cardíaca irregular e angioedema . Ele atua ativando o receptor adrenérgico β 3 na bexiga, resultando em seu relaxamento.
A mirabegrona foi aprovada para uso médico nos Estados Unidos e na União Europeia em 2012  .O custo mensal no Reino Unido custava ao NHS cerca de £ 29 em 2019. Nos Estados Unidos, o custo de atacado deste montante é de cerca de 369 USD. Em 2017, foi o 191º medicamento mais comumente prescrito nos Estados Unidos, com mais de três milhões de prescrições .

## Uso médico

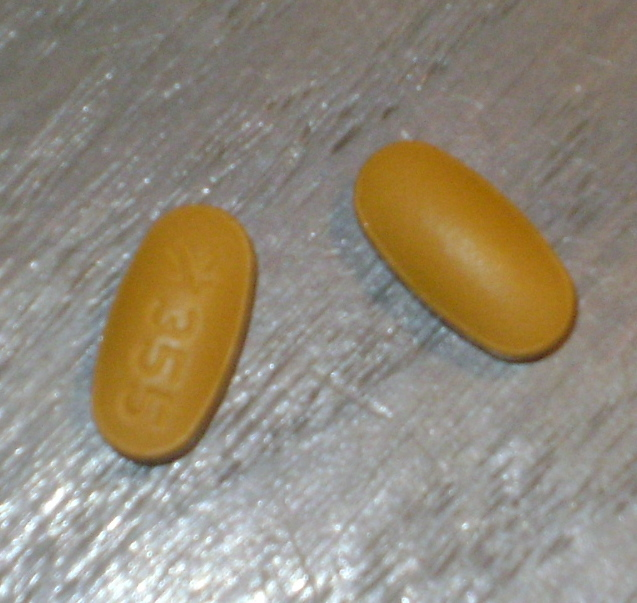
Comprimidos de Myrbetric 50 mg

É usado no tratamento da bexiga hiperativa   . Ele funciona tão bem quanto medicamentos antimuscarínicos, como solifenacina ou tolterodina . No Reino Unido é menos preferido em relação a esses agentes.

### Dosagem
A dose diária definida é de 50 mg por via oral.

## Efeitos colaterais
Efeitos colaterais por frequência: 
Muito comum (incidência >10%):
- Pressão arterial elevada

Comum (incidência de 1–10%):
- Boca seca
- Nasofaringite
- Infecção do trato urinário (ITU)
- Dor de cabeça
- Gripe
- Constipação
- Tontura
- Dor nas articulações
- Cistite
- Dor nas costas
- Infecção do trato respiratório superior (IVAS)
- Sinusite
- Diarréia
- Frequência cardíaca alta
- Fadiga
- Dor abdominal
- Neoplasias (cânceres)

Raro (incidência <1%):
- Palpitações
- Visão turva
- Glaucoma
- Indigestão
- Gastrite
- Distensão abdominal
- Rinite
- Elevações nas enzimas hepáticas ( GGT, AST, ALT e LDH )
- Distúrbios renais e urinários (por exemplo, nefrolitíase, dor na bexiga)
- Distúrbios do sistema reprodutivo (por exemplo, prurido vulvovaginal, infecção vaginal)
- Distúrbios da pele e do tecido subcutâneo (por exemplo, urticária, vasculite leucocitoclástica, erupção cutânea, prurido, púrpura, edema labial)
- Síndrome de Stevens-Johnson associada ao aumento de ALT, AST e bilirrubina sérica
- Retenção urinária

## Sociedade e cultura

### Custo
Mensalmente, no Reino Unido custava ao NHS cerca de £ 29 em 2019. Nos Estados Unidos, o custo de atacado deste montante é de cerca de 369 USD. Em 2017, foi o 191º medicamento mais comumente prescrito nos Estados Unidos, com mais de três milhões de prescrições.

Custos da Mirabegrona (EUA)
Prescrições de Mirabegrona (EUA)